# اوبرژ راوو

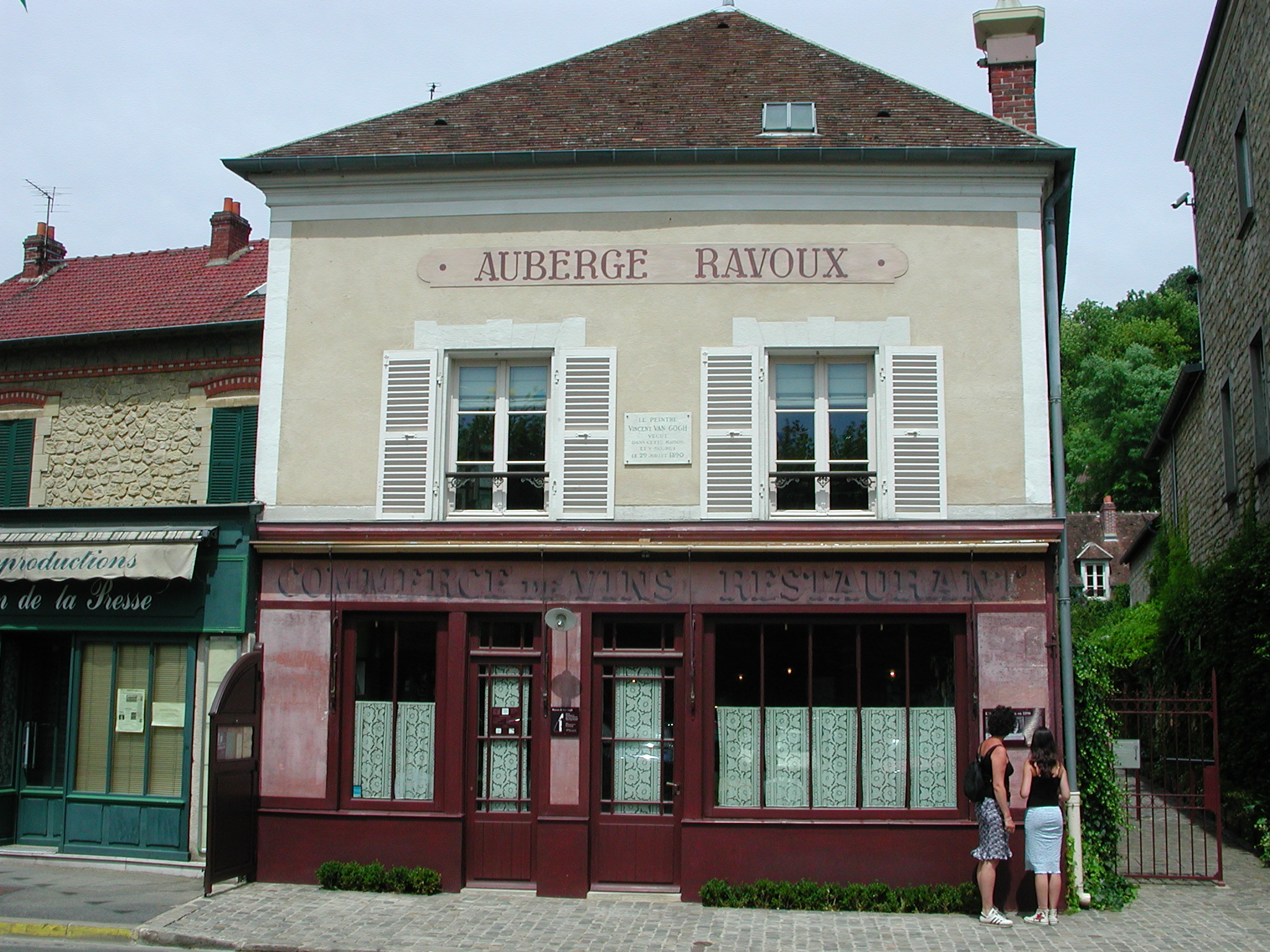
اوبرژ راوو

اوبرژ راوو (به فرانسوی: Auberge Ravoux) یک ساختمان تاریخی است که در قلب روستای اور سور اواز قرار گرفته است.
آنجا به عنوان خانهٔ ون گوگ (Maison de Van Gogh) شناخته شده است زیرا نقاش هلندی ونسان ون گوگ ۷۰ روز آخر عمرش را ساکن مسافرخانه بود. در طی اقامت او در اواز، ون گوگ قبل از این‌که در ۲۷ ژوئیه ۱۸۹۰ دو روز قبل از ۲۹ ژوئیه ۱۸۹۰ به خودش شلیک کند، ۸۰ نقاشی و ۶۴ طرح کشید. مسافرخانه تعمیر شده و الان موزه‌ای برای جذب جهان‌گرد است. اتاقی که ون گوگ در آن زندگی می‌کرد و درگذشت، تعمیر شده‌است و عموم مردم می‌توانند آن را ببینند.

## تاریخ اولیه (۱۸۷۶–۱۸۸۹)
اوبرژ در اواسط قرن نوزدهم در جادهٔ اصلی منتهی به شهر پونتوآز جهت استفاده به عنوان خانه ساخته شد. قسمتهای مختلف ساختمانهای اولیه شامل دیوار کامل قرن هیجدهمی با اوبرژ ترکیب شدند. اوبرژ بطرز ایده‌آلی در جلو ورودی شهر قرار گرفته است. دختر آقای لور، مالک اصلی از قرار گرفتن در مرکز استفاده کرد تا کار خرده فروشی شراب راه بیندازد. زیبایی روستا، نزدیکی و ارتباط ریلی با پاریس، آنجا را به مقصد محبوبی برای هنرمندان ساخت. از اواسط قرن نوزدهم تا زمان اخیر هجوم هنرمندانی مثل: دوبینی، سزان، پیسارو،دومیه،کورو روستا را به کلونی هنرمندان مانند باربیزون تبدیل کرد.

## اقامت ون گوگ (۲۰ مه ۱۸۹۰ – ۲۹ ژوئیه ۱۸۹۰) و خودکشی

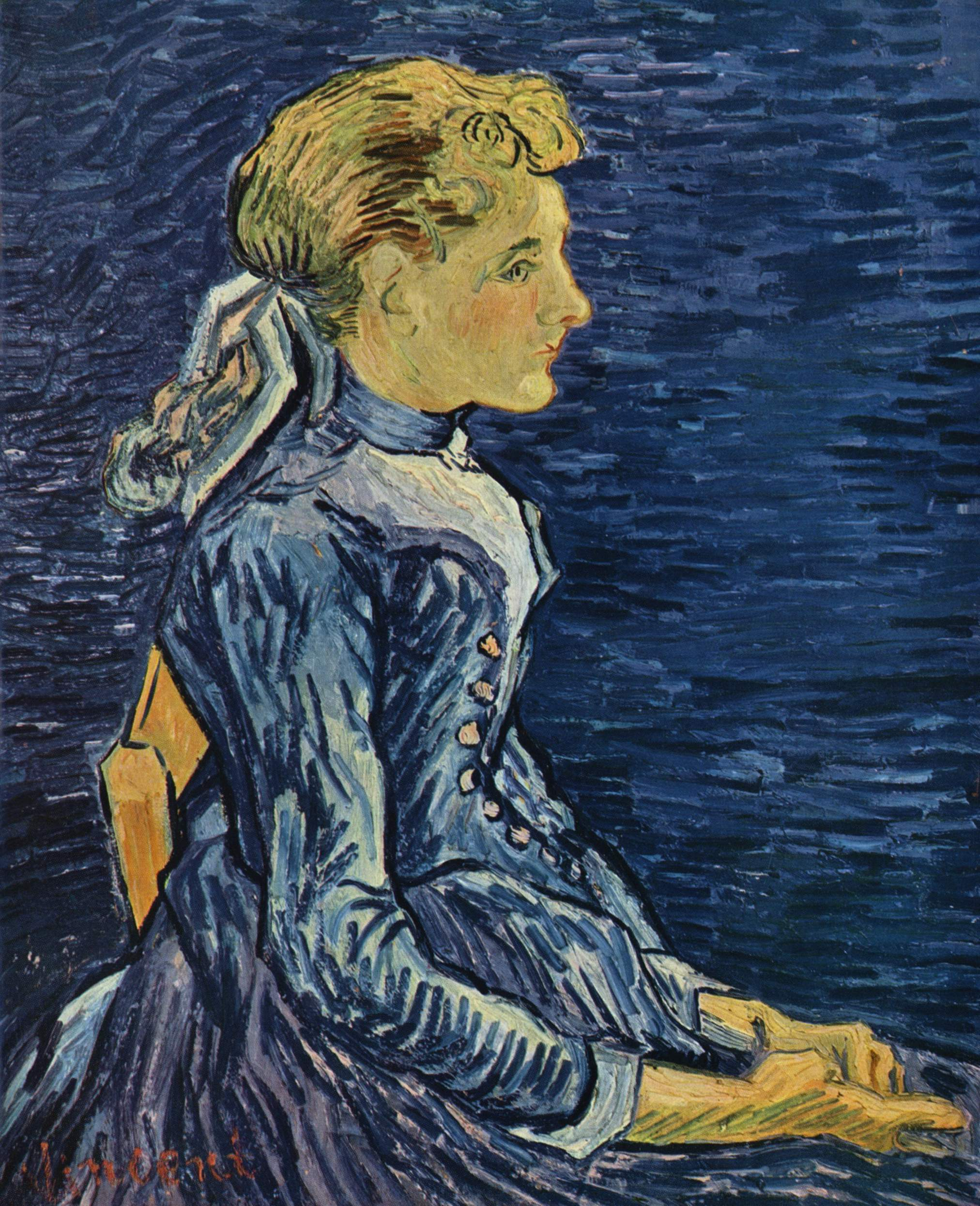
ونسان ون گوگ: پرترهٔ آدلین راوو (اواز، ژوئن ۱۸۹۰)

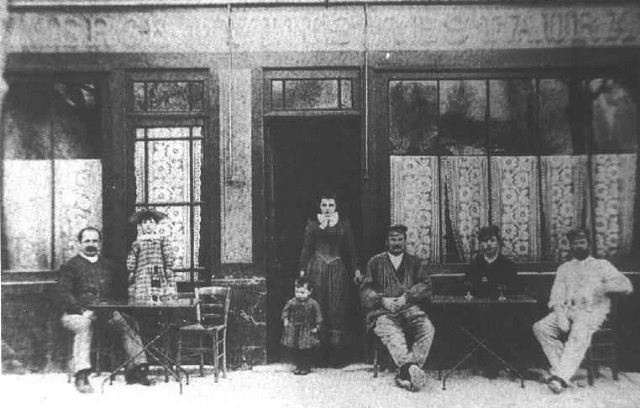
اوبرژ راوو ۱۸۹۰. از چپ به راست: آرتور گوستاو راوو، ژرمین راوو، رائول لور، آدلین راوو، موزه ون گوگ، آمستردام) ونسان لور ممکن است یکی از سه مرد نشسته در سمت راست باشد. (© موزهٔ ونسان ون گوگ).

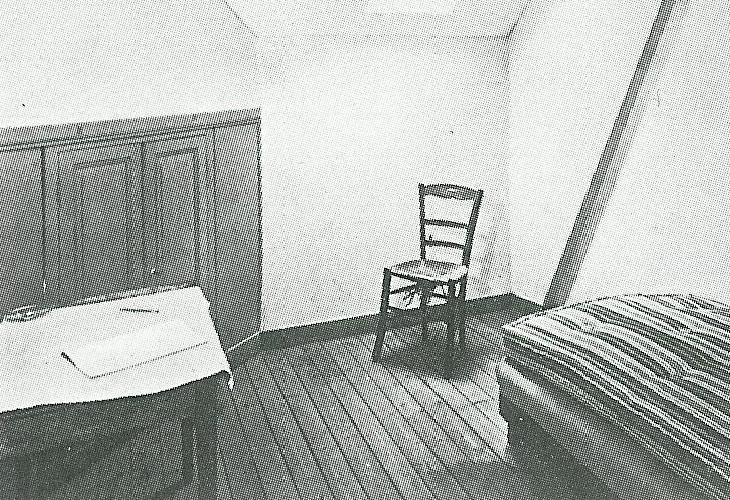
اتاق ون گوگ در ابرژ راوو

در ۱۸۸۹اجارهٔ خانه توسط آرتور گوستاو راوو کسی که کار و کسب قبلی را به مسافرخانهٔ محبوبی برای جامعهٔ هنری در اور سور اواز تغییر داده بود، گرفته شد. در طی اقامت ون گوگ، اتاق‌ها همگی به‌وسیله هنرمندان نقاش هلندی و آمریکایی پر شده بود. هنرمند کوبایی والدیویزو که در نزدیکی زندگی می‌کرد ناهارش را در ابرژ با ون گوگ می‌خورد.
ون گوگ در ۲۰ ماه مه ۱۸۹۰ به اور سور اواز رسید. او یک سال در بیمارستان روانی سن-رمی-دو-پروانس گذرانده بود، و می‌خواست در شمال نزدیک پاریس اقامت کند. کامیل پیسارو، یکی از دوستان ون گوگ، پیشنهاد کرد به اور سور اواز جایی که دکتر گاشه زندگی می‌کرد و می‌توانست مراقب ون گوگ باشد برود. دکتر گاشه بیماران روحی را قبلاً مداوا کرده بود، هنر را می‌فهمید و به آن علاقه داشت. دکتر در پرتره‌ای که ون گوگ در ژوئن آن سال از او کشید جاودانه شد، نقاشی در سال ۱۹۹۰ رکورد قیمت ۸۲٫۵ میلیون دلار را کسب کرد.